# Naturbahnrodel-Weltcup 2009/10
Der Naturbahnrodel-Weltcup 2009/10 wurde vom 16. Dezember 2009 bis zum 27. Februar 2010 in drei Disziplinen und in jeweils sechs Saisonrennen ausgetragen. Die Rennen beim Saisonfinale in Garmisch-Partenkirchen wurden aufgrund der ungünstigen Witterungsbedingungen in nur einem Wertungsdurchgang entschieden.

## Damen-Einsitzer

### Ergebnisse
| Datum                     | Ort                    | Siegerin               | Zweite                 | Dritte            |
| ------------------------- | ---------------------- | ---------------------- | ---------------------- | ----------------- |
| 16. bis 17. Dezember 2009 | Nowouralsk             | Jekaterina Lawrentjewa | Melanie Batkowski      | Renate Gietl      |
| 19. bis 20. Dezember 2009 | Nowouralsk             | Melanie Batkowski      | Jekaterina Lawrentjewa | Renate Gietl      |
| 9. bis 10. Januar 2010    | Umhausen               | Jekaterina Lawrentjewa | Renate Gietl           | Melanie Batkowski |
| 23. bis 24. Januar 2010   | Latsch                 | Renate Gietl           | Jekaterina Lawrentjewa | Evelin Lanthaler  |
| 6. bis 7. Februar 2010    | Latzfons               | Renate Gietl           | Jekaterina Lawrentjewa | Evelin Lanthaler  |
| 27. Februar 2010          | Garmisch-Partenkirchen | Jekaterina Lawrentjewa | Renate Gietl           | Melanie Batkowski |

### Weltcupstand
Endstand nach sechs Rennen (ein Streichresultat)
| Rang | Name                   | Punkte |
| ---- | ---------------------- | ------ |
| 01   | Jekaterina Lawrentjewa | 470    |
| 02   | Renate Gietl           | 440    |
| 03   | Melanie Batkowski      | 385    |
| 04   | Evelin Lanthaler       | 315    |
| 05   | Marlies Wagner         | 271    |
| 06   | Melanie Schwarz        | 205    |
| 07   | Alexandra Obrist       | 202    |
| 08   | Ljudmila Astramowitsch | 184    |
| 09   | Veronika Nachmann      | 180    |
| 10   | Tina Unterberger       | 175    |
| 11   | Olga Sidorowa          | 170    |
| 12   | Michaela Maurer        | 169    |
| 13   | Nina Bučinel           | 168    |

| Rang | Name                | Punkte |
| ---- | ------------------- | ------ |
| 14   | Katrin Mladek       | 123    |
| 15   | Maria Manuela Danci | 092    |
| 16   | Petra Dragičevič    | 077    |
| 17   | Jelena Alexejewa    | 061    |
| 18   | Natalia Waniczek    | 053    |
| 19   | Wioletta Ryś        | 050    |
|      | Regina Gilwanowa    | 050    |
| 21   | Julija Melnyk       | 046    |
| 22   | Gergana Alexandrowa | 044    |
| 23   | Swetlana Scharawina | 042    |
| 24   | Tamara Schwarz      | 039    |
| 25   | Michaela Niemetz    | 025    |

## Herren-Einsitzer

### Ergebnisse
| Datum                     | Ort                    | Sieger           | Zweiter          | Dritter             |
| ------------------------- | ---------------------- | ---------------- | ---------------- | ------------------- |
| 16. bis 17. Dezember 2009 | Nowouralsk             | Thomas Schopf    | Patrick Pigneter | Gernot Schwab       |
| 19. bis 20. Dezember 2009 | Nowouralsk             | Thomas Schopf    | Patrick Pigneter | Thomas Kammerlander |
| 9. bis 10. Januar 2010    | Umhausen               | Patrick Pigneter | Hannes Clara     | Thomas Kammerlander |
| 23. bis 24. Januar 2010   | Latsch                 | Hannes Clara     | Rudi Resch       | Patrick Pigneter    |
| 6. bis 7. Februar 2010    | Latzfons               | Patrick Pigneter | Rudi Resch       | Gernot Schwab       |
| 27. Februar 2010          | Garmisch-Partenkirchen | Patrick Pigneter | Marcus Grausam   | Alex Gruber         |

### Weltcupstand
Endstand nach sechs Rennen (ein Streichresultat)
| Rang | Name                | Punkte |
| ---- | ------------------- | ------ |
| 01   | Patrick Pigneter    | 470    |
| 02   | Thomas Schopf       | 321    |
| 03   | Gernot Schwab       | 296    |
| 04   | Anton Blasbichler   | 295    |
| 05   | Thomas Kammerlander | 291    |
| 06   | Rudi Resch          | 288    |
| 07   | Stefan Gruber       | 239    |
| 08   | Hannes Clara        | 224    |
| 09   | Alex Gruber         | 217    |
| 10   | Robert Batkowski    | 190    |
| 11   | Michael Scheikl     | 183    |
| 12   | Gerald Kammerlander | 168    |
| 13   | Žiga Pagon          | 156    |
| 14   | Georg Maurer        | 135    |
|      | Marcus Grausam      | 135    |
| 16   | Kaj Johnson         | 130    |
| 17   | Björn Kierspel      | 126    |
| 18   | Damian Waniczek     | 122    |
| 19   | Christian Wichan    | 121    |
| 20   | Juri Talych         | 108    |

| Rang | Name                  | Punkte |
| ---- | --------------------- | ------ |
|      | Adam Jędrzejko        | 108    |
| 22   | Stanislaw Kowschik    | 093    |
|      | Miha Meglič           | 093    |
| 24   | Luka Švab             | 087    |
| 25   | Matic Nemc            | 079    |
| 26   | Florian Batkowski     | 078    |
|      | Florian Breitenberger | 078    |
| 28   | Galabin Bozew         | 073    |
| 29   | Florian Clara         | 064    |
| 30   | Petar Sawow           | 062    |
| 31   | Andrzej Laszczak      | 054    |
|      | Wladimir Browtschenko | 054    |
| 33   | Marjan Husner         | 047    |
| 34   | Maxim Batunin         | 044    |
| 35   | Alexander Jegorow     | 042    |
| 36   | John Gibson           | 040    |
| 37   | Antoni Stoitschkow    | 039    |
| 38   | Łukasz Goryl          | 036    |
| 39   | Iwan Lasarew          | 035    |
| 40   | Lee Jeong-il          | 033    |

| Rang | Name             | Punkte |
| ---- | ---------------- | ------ |
| 41   | Ilja Tarassow    | 32     |
| 42   | Damian Fender    | 29     |
| 43   | Andrij Tolopko   | 28     |
|      | Ihor Senjuk      | 28     |
|      | Cosmin Codin     | 28     |
| 46   | Pawel Silin      | 27     |
| 47   | Bogdan Moroșan   | 25     |
| 48   | Alexandru Vîlcan | 24     |
| 49   | Tschawdar Arsow  | 23     |
|      | Stepan Irschak   | 23     |
| 51   | Maxim Zwetkow    | 16     |
| 52   | Sergej Garipow   | 15     |
| 53   | Dawid Jachnicki  | 11     |
| 54   | Jusuf Kasow      | 08     |
| 55   | Andrij Wertschuk | 07     |
|      | Georgi Antschow  | 07     |
| 57   | Ian Greer        | 05     |
|      | Sam Wake         | 05     |
| 59   | Ade Rolfe        | 02     |

## Doppelsitzer

### Ergebnisse
| Datum                     | Ort                    | Sieger                          | Zweite                          | Dritte                              |
| ------------------------- | ---------------------- | ------------------------------- | ------------------------------- | ----------------------------------- |
| 16. bis 17. Dezember 2009 | Nowouralsk             | Patrick Pigneter Florian Clara  | Pawel Porschnew Iwan Lasarew    | Alexander Jegorow Pjotr Popow       |
| 19. bis 20. Dezember 2009 | Nowouralsk             | Pawel Porschnew Iwan Lasarew    | Alexander Jegorow Pjotr Popow   | Andrzej Laszczak Damian Waniczek    |
| 9. bis 10. Januar 2010    | Umhausen               | Patrick Pigneter Florian Clara  | Pawel Porschnew Iwan Lasarew    | Andrzej Laszczak Damian Waniczek    |
| 23. bis 24. Januar 2010   | Latsch                 | Patrick Pigneter Florian Clara  | Christian Schopf Andreas Schopf | Pawel Porschnew Iwan Lasarew        |
| 6. bis 7. Februar 2010    | Latzfons               | Patrick Pigneter Florian Clara  | Pawel Porschnew Iwan Lasarew    | Christian Schopf Andreas Schopf     |
| 27. Februar 2010          | Garmisch-Partenkirchen | Christian Schopf Andreas Schopf | Patrick Pigneter Florian Clara  | Christian Schatz Gerhard Mühlbacher |

### Weltcupstand
Endstand nach sechs Rennen (ein Streichresultat)
| Rang | Name                                         | Punkte |
| ---- | -------------------------------------------- | ------ |
| 1    | Patrick Pigneter – Florian Clara             | 485    |
| 2    | Pawel Porschnew – Iwan Lasarew               | 415    |
| 3    | Christian Schopf – Andreas Schopf            | 375    |
| 4    | Andrzej Laszczak – Damian Waniczek           | 305    |
| 5    | Christian Schatz – Gerhard Mühlbacher        | 290    |
| 6    | Alexander Jegorow – Pjotr Popow              | 286    |
| 7    | Björn Kierspel – Christian Wichan            | 212    |
| 8    | Thomas Kammerlander – Christoph Regensburger | 197    |
| 9    | Pawel Silin – Iwan Rodin                     | 156    |

| Rang | Name                               | Punkte |
| ---- | ---------------------------------- | ------ |
|      | Florian Breitenberger – David Mair | 156    |
| 11   | Galabin Bozew – Petar Sawow        | 138    |
| 12   | Rupert Brüggler – Tobias Angerer   | 046    |
|      | Maxim Zwetkow – Denis Moissejew    | 046    |
| 14   | Thomas Schopf – Andreas Schöpf     | 042    |
| 15   | Damian Fender – Dawid Jachnicki    | 039    |
| 16   | Stanislaw Kowschik – Ilja Tarassow | 036    |
|      | Tschawdar Arsow – Petar Sawow      | 036    |
| 18   | Marjan Husner – Stepan Irschak     | 032    |

## Nationenwertung
Endstand nach 18 Rennen
| Rang | Land                   | Punkte |
| ---- | ---------------------- | ------ |
| 01   | Italien                | 4020   |
| 02   | Österreich             | 3814   |
| 03   | Russland               | 2640   |
| 04   | Deutschland            | 1156   |
| 05   | Polen                  | 0876   |
| 06   | Slowenien              | 0660   |
| 07   | Bulgarien              | 0439   |
| 08   | Ukraine                | 0211   |
| 09   | Kanada                 | 0196   |
| 10   | Rumänien               | 0169   |
| 11   | Südkorea               | 0033   |
| 12   | Vereinigtes Königreich | 0012   |